# Bradley Freegard
Bradley Freegard (* 1983 in Pontypridd, Wales) ist ein britischer Schauspieler.

## Leben
Freegard spielt die regelmäßige Rolle des Steffan Jones in der S4C-Serie Teulu. 2012 trat er in EastEnders in der Rolle des Gethin Williams auf und war damit der erste Schauspieler, der einen walisischen Charakter in der Seifenoper seit Richard Elis im Jahr 1996 spielte.
Zu seinen weiteren Fernsehrollen gehören Casualty, Doctors, Caerdydd, Gwaith/Cartref, Holby City, Inspector Mathias – Mord in Wales und Pobol y Cwm. Im Jahr 2017 wurde Freegard für die Rolle des Evan Howells in Keeping Faith an der Seite seiner Frau ausgewählt, die die titelgebende Faith spielte.
Im Jahr 2022 spielte Freegard die Rolle von König Knut dem Großen in der Serie Vikings: Valhalla, unter der Regie von Jeb Stuart, die auf Netflix ausgestrahlt wird.

## Filmografie (Auswahl)

### Film
- 1999: Human Traffic
- 2001: Score
- 2015: Y Streic a fi
- 2015: Under Milk Wood

### Fernsehen
- 2002: The Bench
- 2002: Der Tod war schneller
- 2002: First Degree
- 2002: Treflan
- 2003: Largo Winch – Gefährliches Erbe
- 2005: Casualty
- 2006: Caerdydd
- 2012: EastEnders
- 2007–2012: Doctors
- 2012: Holby City
- 2013: Da Vinci’s Demons
- 2013: Teulu
- 2015: Inspector Mathias – Mord in Wales
- 2016–2018: Gwaith/Cartref
- 2018: Pluen Eira
- 2017–2021 Keeping Faith
- 2022: Vikings: Valhalla